# Barbara Sinatra

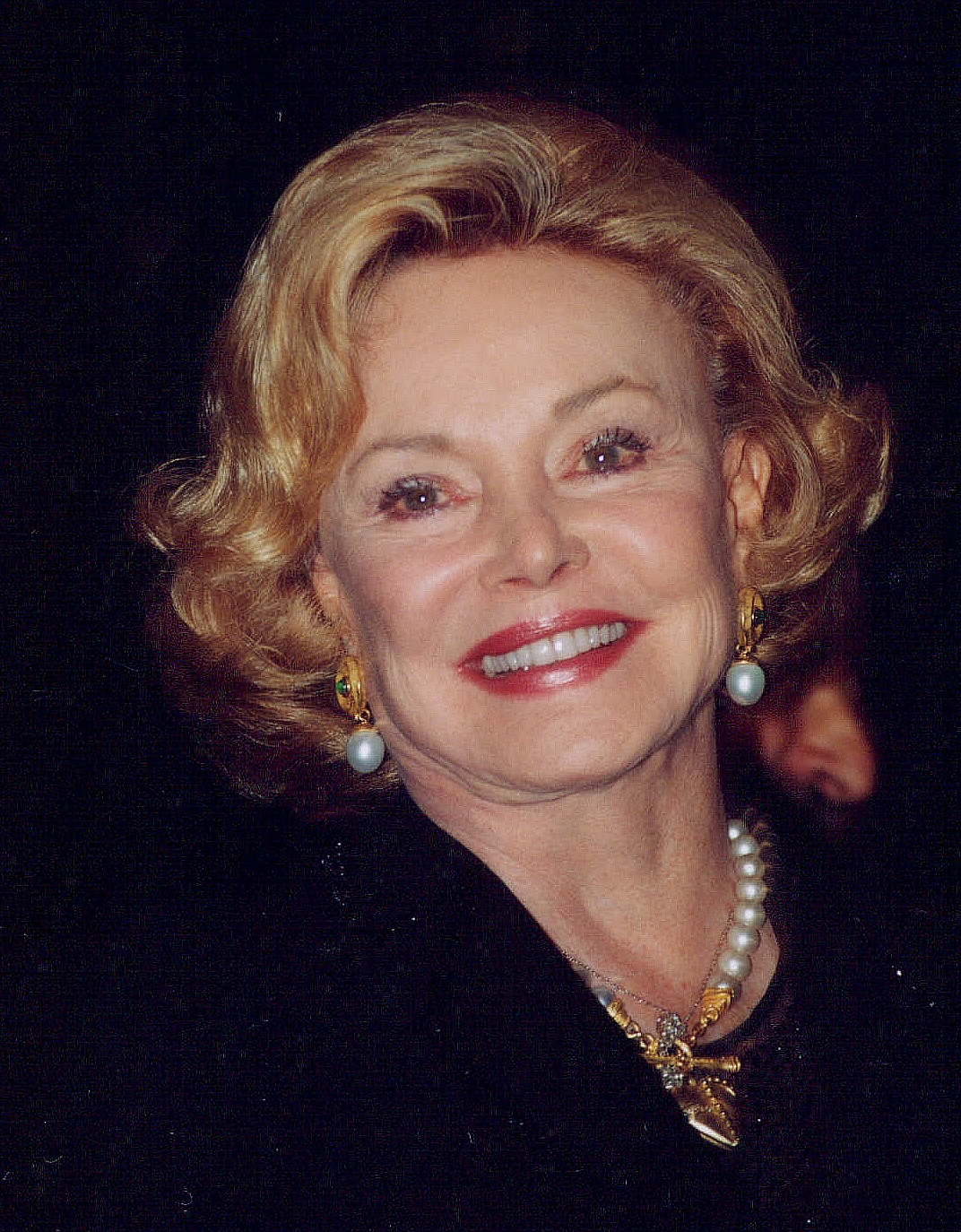
Barbara Sinatra (2000)

Barbara Marx Sinatra (* 10. März 1927 in Bosworth, Missouri; † 25. Juli 2017 in Rancho Mirage, Kalifornien; gebürtig: Barbara Blakeley) war ein US-amerikanisches Model und Showgirl. Bekannt wurde sie als vierte und letzte Frau von Frank Sinatra.

## Leben
Barbara Blakeley wurde als eines von vier Geschwistern 1927 in Bosworth (Missouri) geboren. Sie wuchs in Wichita auf. Mitte der 1940er heiratete sie Robert Harrison Oliver, mit dem sie ein gemeinsames Kind bekam. Die Ehe wurde jedoch nach wenigen Jahren geschieden.
In den 1950ern erreichte Blakeley erste Bekanntheit als Showgirl in Las Vegas sowie als Model für den Modedesigner Richard Blackwell. In Las Vegas lernte sie den Schauspieler und Komiker Zeppo Marx kennen, den sie am 18. September 1959 heiratete. Nach vierzehn Jahren wurde die Ehe 1973 geschieden.
Drei Jahre nach ihrer Ehe mit Marx heiratete sie am 11. Juli 1976 den Sänger, Schauspieler und Entertainer Frank Sinatra. Es war Sinatras vierte und zugleich am längsten währende Ehe. Das Paar blieb bis zu seinem Tod am 14. Mai 1998 zusammen.
Zusammen mit ihrem Mann gründete Sinatra 1986 das Barbara Sinatra Children’s Center in Rancho Mirage. Die zum Betty Ford Center gehörende Einrichtung kümmert sich um junge Opfer psychischer, körperlicher und sexueller Gewalt.
1998 wurde Sinatra mit einem Stern auf dem Palm Springs Walk of Stars ausgezeichnet. Im Mai 2011 erschien ihre Biografie unter dem Titel Lady Blue Eyes: My Life With Frank. Barbara Sinatra lebte zuletzt in Rancho Mirage, wo sie am 25. Juli 2017 im Alter von 90 Jahren nach längerer Krankheit verstarb. Ihr Grab befindet sich neben dem ihres Mannes Frank Sinatra auf dem Desert Memorial Park in Cathedral City.

## Im Film
2003 erschien der Film The Night We Called It a Day über das Leben Frank Sinatras. Barbara Sinatra wurde hierbei von Melanie Griffith gespielt, die Rolle ihres Mannes übernahm Dennis Hopper.